# The Patrician IV
Patrician IV (укр. Патрицій 4) — економічна стратегія в реальному часі, дія якої розгортається за часів Середньовіччя, коли Ганза перебувала в зеніті своєї могутності. Гра розроблялася Gaming Minds Studios і вийшла 14 вересня 2010 року.

## Ігровий процес
Почавши з невеликого торгового підприємства в рідному місті, гравець повинен стати найуспішнішим магнатом від Лондона до Новгорода. З гравцем конкурують вісім торгових компаній, керованих штучним інтелектом. Щоб обійти їх, потрібно знаходити правильне співвідношення між попитом і пропозицією і використовувати на свою користь політику. Окрім цього необхідно входити в довіру до мешканців, будуючи й розвиваючи міста. В ході цього часом потрібно вдаватися до морських і сухопутних битв, захоплень міст і портів, а також піратського промислу. Аби оборонятися від інших піратів чи агресивних конкурентів на морі, слід озброювати свої кораблі й зводити їх в конвої.
У міру того, як гравець багатшає, ростуть і статки міста. Щоб збільшити населення, яке потрібне, щоб набрати робітників на фабрики, потрібно зводити будинки. Коли з'являється в надлишку товар, можна побудувати склад, призначити керуючого, і він сам почне збувати надлишки за ціною, яку вкаже гравець, коли в порт зайде чужий купець з іншого міста. Зводячи будинки й власні виробництва, гравець витісняєте вже діючих у його рідному місті купців і вони поступово розоряються і покидають його, або, втрачають в місті свій авторитет.

## Доповнення
31 березня 2011 року до гри вийшло доповнення Rise Of A Dynasty (укр. Розквіт династії), яке покращило графіку та анімацію, а також додала можливість прокладати торгові шляхи по суші.